# Anaconda (franquia de filmes)
Anaconda (também conhecido como Anacondas nos títulos em inglês e em alguns filmes) é uma franquia de filmes de terror americano que começou em 1997. O primeiro filme da franquia é o único que tem um enredo próprio e não se conecta diretamente aos três últimos filmes, mas uma referência é citada no segundo filme, mas fora isso, ele não se interliga de forma alguma. Após o primeiro filme ser lançado ele teve mais três sequências, como a sequência que lançou nos cinemas Anaconda 2 - A Caçada pela Orquídea Sangrenta (2004) e dois telefilmes que são sequências do segundo filme, Anaconda 3 (2008) e Anaconda 4 (2009) e um filme que é um "crossover" com o filme (Pânico no Lago), intitulado Pânico no Lago: Projeto Anaconda (2015). Cada sequência gira em torno de anacondas gigantes e os esforços de vários grupos de pessoas para capturar ou destruir as criaturas. A planta fictícia conhecida como "Orquídea Sangrenta" ("Blood Orchid" em inglês) e a empresa Wexel Hall Pharmaceuticals, bem como a família Murdoch são repetidamente referenciados no 3° e no 4° filme, além do crossover.

## Filmes

### Anaconda(1997)
Uma equipe de filmagem chega à Amazônia para fazer um documentário sobre a tribo shirishama. Guiados pelo misterioso Paul Sarone, o grupo descobre que está envolvido em uma perigosa caçada à serpente rara e gigantesca conhecida como Anaconda. Porém o grupo não esperava que o animal é inteligente e tem um plano bem elaborado para devorar um a um.

### Anaconda 2: A Caçada pela Orquídea Sangrenta(2004)
Na selva de Borneo fica uma rara orquídea vermelha, que desabrocha apenas uma vez a cada sete anos. Considerada a chave para a produção de um soro da juventude, um grupo de cientistas decide embarcar numa viagem para encontrá-la. Eles acreditam que o soro irá render muito prestígio e dinheiro para suas carreiras, valendo a pena correr os riscos da expedição. Porém logo eles percebem que, além do mau tempo e a densa vegetação, algo mais pretende impedi-los de alcançar a orquídea: um predador mortal que a protege. Depois que o barco se quebra nas rochas de uma cachoeira durante a queda, o grupo de cientistas se depara com monstruosas cobras Anacondas, que vêm se alimentando das orquídeas há anos.

### Anaconda 3(2008)
Em um laboratório de pesquisas secretas (chamado de Wexel Hall Pharmaceuticals) no interior da Europa, duas Anacondas (que foram capturadas na Amazônia) foram geneticamente modificadas e agora são rei e rainha (macho e fêmea) gigantescas e são submetidas a testes por Amanda. Mas Murdoch, o gerente de finanças abusa da experiência, e as serpentes escapam. Porém, o que nem todos sabem é que uma das cobras está prenha e logo vai ter a sua ninhada. Então uma equipe é contratada para matar a cobra, juntamente com Amanda, que ajudou a criar as cobras, após um momento de terror e sangue, chega mais um para completar a equipe, é Hammett, o caçador.

### Anaconda 4(2009)
Murdoch, um poderoso magnata prestes a morrer contrata um médico para colher um suprimento frasco de orquídeas sangrentas e fazer experiências com o néctar regenerador usando um filhote de Anaconda. Da noite para o dia, o filhote cresce e torna-se um verdadeiro monstro tanto em tamanho quanto em apetite e devora o médico inteiro, antes de arrastar-se para a liberdade. A herpetóloga Amanda lidera uma equipe de jovens cientistas que enfrenta os capangas armados de Murdoch para obter as cobiçadas orquídeas antes que a cobra acabe com ambos os grupos.

## Crossover

### Pânico no Lago: Projeto Anaconda(2015)
Em Clear Lake, Maine. Duas criaturas, que eram cobaias em uma instalação de pesquisa, escapam devido a um acidente. Agora soltas e na rota de uma irmandade feminina, ambas as criaturas lutarão uma contra a outra.

## Elenco e personagens
| Personagem            | Filme               | Filme                                               | Filme               | Filme              | Crossover                       |  |
| Personagem            | Anaconda (1997)     | Anaconda 2: A Caçada pela Orquídea Sangrenta (2004) | Anaconda 3 (2008)   | Anaconda 4 (2009)  | Lake Placid vs. Anaconda (2015) |  |
| --------------------- | ------------------- | --------------------------------------------------- | ------------------- | ------------------ | ------------------------------- |  |
| Terri Flores          | Jennifer Lopez      | Apenas Mencionada                                   |                     |                    |                                 |  |
| Danny Rich            | Ice Cube            | Apenas Mencionado                                   |                     |                    |                                 |  |
| Paul Serone           | Jon Voight          | Apenas Mencionado                                   |                     |                    |                                 |  |
| Professor Steven Cale | Eric Stoltz         | Apenas Mencionado                                   |                     |                    |                                 |  |
| Warren Westridge      | Jonathan Hyde       | Apenas Mencionado                                   |                     |                    |                                 |  |
| Gary Dixon            | Owen Wilson         | Apenas Mencionado                                   |                     |                    |                                 |  |
| Denise Kalberg        | Kari Wuhrer         | Apenas Mencionada                                   |                     |                    |                                 |  |
| Mateo                 | Vincent Castellanos |                                                     |                     |                    |                                 |  |
| Poacher               | Danny Trejo         |                                                     |                     |                    |                                 |  |
| Bill Johnson          |                     | Johnny Messner                                      |                     |                    |                                 |  |
| Sam Rogers            |                     | KaDee Strickland                                    |                     |                    |                                 |  |
| Dr. Jack Bryon        |                     | Matthew Marsden                                     |                     |                    |                                 |  |
| Cole Burris           |                     | Eugene Byrd                                         |                     |                    |                                 |  |
| Gail Stern            |                     | Salli Richardson-Whitfield                          |                     |                    |                                 |  |
| Tran Wu               |                     | Karl Yune                                           |                     |                    |                                 |  |
| Gordon Mitchell       |                     | Morris Chestnut                                     |                     |                    |                                 |  |
| Dr. Ben Douglas       |                     | Nicholas Gonzalez                                   |                     |                    |                                 |  |
| John Livingston       |                     | Andy Anderson                                       |                     |                    |                                 |  |
| Dominic Hammett       |                     |                                                     | David Hasselhoff    |                    |                                 |  |
| Dra. Amanda Hayes     |                     |                                                     | Crystal Allen       | Crystal Allen      |                                 |  |
| Peter "J.D." Murdoch  |                     |                                                     | John Rhys-Davies    | John Rhys-Davies   | Apenas Mencionado               |  |
| Pinkus                |                     |                                                     | Ryan McCluskey      |                    |                                 |  |
| Nick                  |                     |                                                     | Patrick Regis       |                    |                                 |  |
| Andrei                |                     |                                                     | Alin Olteanu        |                    |                                 |  |
| Grozny                |                     |                                                     | Anthony Green       | Flashback          |                                 |  |
| Victor                |                     |                                                     | Toma Danilă         | Flashback          |                                 |  |
| Sofia                 |                     |                                                     | Milhaela Oros       | Flashback          |                                 |  |
| Professor Eric Kane   |                     |                                                     | Serban Celea        | Flashback          |                                 |  |
| Darryl                |                     |                                                     | Alin Constantinescu | Flashback          |                                 |  |
| Peter Reysner         |                     |                                                     | Zoltan Butuc        | Zoltan Butuc       |                                 |  |
| Jackson               |                     |                                                     |                     | Linden Ashby       |                                 |  |
| Scott                 |                     |                                                     |                     | Danny Midwinter    |                                 |  |
| Alex                  |                     |                                                     |                     | Călin Stanciu      |                                 |  |
| Heather               |                     |                                                     |                     | Ana Ularu          |                                 |  |
| Wendy                 |                     |                                                     |                     | Anca-Ioana Androne |                                 |  |
| Eugene                |                     |                                                     |                     | Emil Hostina       |                                 |  |
| Jim Bickerman         |                     |                                                     |                     |                    | Robert Englund                  |  |
| Reba                  |                     |                                                     |                     |                    | Yancy Butler                    |  |
| Will "Tully" Tull     |                     |                                                     |                     |                    | Corin Nemec                     |  |
| Bethany Tull          |                     |                                                     |                     |                    | Skye Lourie                     |  |
| Sarah Murdoch         |                     |                                                     |                     |                    | Annabel Wright                  |  |
| Beach                 |                     |                                                     |                     |                    | Stephen Billington              |  |

## Equipe técnica
| Role                 | Film                                         | Film | Film                                 | Film                                 | Film                                    |
| Role                 | Anaconda (1997)                              | Anaconda 2: A Caçada pela Orquídea Sangrenta (2004)                                                                   | Anaconda 3 (2008)                    | Anaconda 4 (2009)                    | Pânico no Lago: Projeto Anaconda (2015) |
| -------------------- | -------------------------------------------- | --- | ------------------------------------ | ------------------------------------ | --------------------------------------- |
| Director             | Luis Llosa                                   | Dwight H. Little | Don E. FauntLeRoy                    | Don E. FauntLeRoy                    | A. B. Stone                             |
| Roteirista (s)       | Hans Bauer Jim Cash Jack Epps Jr.            | Roteiro por: John Claflin Daniel Zelman Michael Miner Edward Neumeier História por: Hans Bauer Jim Cash Jack Epps Jr. | Nicholas Davidoff David Olson        | David Olson                          | Berkeley Anderson                       |
| Produtor (es)        | Verna Harrah Carol Little Leonard Rabinowitz | Verna Harrah | Alison Semenza                       | Alison Semenza                       | Jeffery Beach Phillip Roth              |
| Música               | Randy Edelman                                | Nerida Tyson-Chew | Peter Meisner                        | Peter Meisner                        | Claude Foisy                            |
| Editor (es)          | Michael R. Miller Gregg London               | Marcus D'Arcy Mark Warner                                                                                             | Scott Conrad                         | Scott Conrad                         | Cameron Hallenbeck                      |
| Empresas de produção |                                              | Middle Fork Productions                                                                                               | Hollywood Media Bridge Stage 6 Films | Hollywood Media Bridge Stage 6 Films | UFO International                       |
| Distribuidor         | Columbia Pictures                            | Screen Gems | Sony Pictures Home Entertainment     | Sony Pictures Home Entertainment     | Destination Films                       |
| Duração de Filme     | 1h 30m                                       | 1h 37m | 1h 31m                               | 1h 29m                               | 1h 32m                                  |
| Data de Lançamento   | 11 de Abril de 1997                          | 27 de Agosto de 2004                                                                                                  | 26 de Julho de 2008                  | 28 de Fevereiro de 2009              | 25 de Abril de 2015                     |

## Recepção

### Bilheteria
| Filme                                    | Data de Lançamento   | Receita          | Receita       | Receita       | Orçamento       |
| Filme                                    | Data de Lançamento   | América do Norte | Outros Países | Mundo Inteiro | Orçamento       |
| ---------------------------------------- | -------------------- | ---------------- | ------------- | ------------- | --------------- |
| Anaconda                                 | 11 de Abril de 1997  | $65,885,767      | $71,000,000   | $136,885,767  | $45 milhões     |
| Anacondas: The Hunt for the Blood Orchid | 27 de Agosto de 2004 | $32,238,923      | $38,753,975   | $70,992,898   | $20–$25 milhões |
| Total                                    | Total                | $98,124,690      | $109,753,975  | $207,878,669  | $65–70 milhões  |

### Resposta da Crítica
| Filme                                        | Rotten Tomatoes                 | Metacritic        | IMDb |
| -------------------------------------------- | ------------------------------- | ----------------- | ---- |
| Anaconda                                     | 40% de aprovação (50 opiniões)  | 37 (20 opiniões)  | B    |
| Anaconda 2: A Caçada pela Orquídea Sangrenta | 25% de aprovação (118 opiniões) | 40 (28 opiniões)  | B    |
| Anaconda 3                                   | 10% de aprovação                | 2,8 (46 opiniões) | B−   |
| Anaconda 4                                   | 20% de aprovação                | 3,0 (27 opiniões) | B−   |